# Dillenberg (Rangau)
Der Dillenberg ist eine Erhebung im Landkreis Fürth. Er befindet sich im Rangau nördlich von Deberndorf und westlich von Zautendorf und Cadolzburg. An seiner höchsten Erhebung misst er 427 m. Die Straße, die Keidenzell und Deberndorf verbindet, führt über den Berg.  Auf dem Gipfel gibt es einen Parkplatz und einen Wanderweg. Einstmals soll ein Druidenstein dort gestanden haben. Eine Kupfertafel an einem Sandstein erinnert daran. Bereits vor 10.000 Jahren gab es keltische Siedler auf dem Berg. Der Name rührt von den Hohenzollern her, die den gesamten Wald dort mit einem Bretterzaun umgeben hatten. „Dillen“ bedeutete „Bretter“. Der Berg gehört zum Fränkischen Keuper-Lias-Land und ist Teil vom Cadolzburger Höhenzug.